# À l'ouest des montagnes
Pour plus de détails, voir Fiche technique et Distribution.
À l'ouest des montagnes (titre original : West of the Devide) est un western américain réalisé par Robert N. Bradbury. Sorti le 15 février 1934 aux États-Unis, il s'agit de l'un des westerns de série B tournés au début des années 1930 par un acteur en devenir, John Wayne.

## Synopsis
Un jeune homme revient bien des années plus tard, dans l’Ouest Américain, sur les lieux de son enfance. Il veut retrouver l’assassin de son père et récupérer le ranch qui était le sien. Il réussira bien sûr à trouver le meurtrier, à redevenir propriétaire du ranch en même temps qu’il découvrira son frère qu’il croyait disparu et gagnera le cœur de la jolie Fay Winters.

## Fiche technique
- Titre original : West of the Devide
- Réalisation : Robert N. Bradbury
- Scénario : Robert N. Bradbury d'après une histoire d'Oliver Drake
- Photographie : Archie Stout
- Direction artistique : E.R. Hickson
- Montage : Carl Pierson
- Production : Paul Malvern
- Société de distribution : Monogram Pictures
- Budget : 10 000 dollars[1]
- Langue : anglais
- Format : Noir et blanc - son Mono
- Date de sortie : 15 février 1934

## Distribution
- John Wayne : Ted Hayden alias Gat Ganns
- Virginia Brown Faire : Fay Winters
- George Gabby Hayes : Dusty Rhodes
- Lloyd Whitlock : Mr. Gentry
- Yakima Canutt : Hank
- Lafe McKee : Mr. Winters
- Billy O'Brien : Jim Hayden alias Spuds
- Dick Dickinson : Joe
- Earl Dwire : Le sheriff
- Horace B. Carpenter : l'acheteur de bétail
- Blackie Whiteford : Butch
- Artie Ortego : 1er homme de main
- Tex Palmer : 2e homme de main
- Hal Price : 3e homme de main
- Archie Ricks : 4e homme de main

## Autour du film
- À l'ouest des montagnes est une nouvelle adaptation[2] du film Partners of the Trail produit par Trem Carr en 1931[3]. C'est le 4e film de la série Monogram.
- Pour des raisons budgétaires, Carl Pierson, le monteur, intégra une scène nocturne de vol de bétails du film de 1931.